# محمود يارو
كان محمود يارو، أو يارو محمود كما عرفه الأمريكان، (بالإنجليزية: Yarrow Mamout، نقحرة: يَارُو مَمُوت؛ حَوالَيْ 1736—19 يناير 1823م) رجلَ أعمالٍ ومالكَ عَقاراتٍ أمريكيًّا استُعبد سابقًا. كان محمود فولانيًّا مُسلمًا، ونال حريَّتَه عام 1796م بعد 44 سنة تحت العبودية. رسم تشارلز ويلسون بيل لوحةً شخصيةً شهيرةً له تُعرض اليوم في متحف فيلادلفيا للفنون. سكن محمود في جورجتاون، في واشنطن العاصمة.

## النشأة
وُلد محمود في غرب أفريقيا حوالي عام 1736م. استُعبِدَ وأُخذ من غينيا إلى أنابولس، ماريلند عام 1752م على متن سفينة عبيد تُدعى "إيلايجا". نطق محمد بالفولانية، لغته الأم، وكان يجيد كذلك اللغة العربية، ويتحدث إنجليزيةً بُدائيَّةً. يتوقع المؤرخون أنه جاء من عائلة مسلمة ثرية مثقفة.

## حياته في العبودية
عندما وصل محمود إلى ماريلند، بِيع إلى سامول بيال، الذي امتلك مَغرِسًا في تاكوما بارك. أصبح في وقت لاحق خادمَ بيال، وخدم من بعده ابن بيال المدعو بروك. سافر محمود مع بروك عام 1790م تقريبًا إلى جورجتاون. عمل في هذه الفترة العديد من الأعمال: صانعَ طُوبٍ، وموقدَ فحمٍ، وحائكَ سِلالٍ، وسائقَ عرباتٍ، وعاملَ شحنٍ وتفريغٍ، عاملًا ساعات طويلة ٍ جاهدًا ليشتريَ حريَّتَه.
بعد 44 عامًا تحت العبودية، حصل محمود على حريتِه عن عمر يناهز الستين عامًا عند وفاة بروك عام 1796م؛ فتم تحريرُه لاعتبارِه قد بات كبيرًا جدًّا للعمل. دفع فورَ نيل حريته 20 جُنيهًا لتحرير ابنه ذي السبع سنين، أكيلا، والذي وُلد عبدًا في مزرعةٍ مجاورةٍ. تُجهل هوية أم الولد.

## حياته في الحرية ووفاته وسلالته
جمع محمود مدخرات وصلت إلى 200 دولارٍ وكان من أول المستثمرين الناجحين في بنك كولومبيا في جورجتاون. اشترى عام 1800م قطعة أرض قُدِّر سعرها آنذاك بثلاثينَ دولارًا تقريبًا. بنى محمود عليها منزلًا خشبيًّا. في عام 1816م، كانت قد وصلت قيمتُها إلى 500 دولارٍ. عاش محمود حياةً هادئةً على ما جنى من حصة أرباح أسهمه المصرفية، وبقي مسلمًا متدينًا، يصلي دائمًا ويمتنع عن الكحول ولحم الخنزير، إلى أن تُوفي يوم 19 يناير 1823م وعمره 86 أو 87 عامًا.
بعدَ وفاةِ والدِه بعامَين، اشترَى أكيلا مزرعةً في مقاطعةِ واشِنطُنَ في ولاية ماريلاند، وانتقل إليها معَ زوجتِه ماري "بولي" تيرنَر، قابِلةٍ وأمَةٍ سابقةٍ، وسُمِّيَت على اسمَيهِما منطقة فردية تُدعى ياروزبورغ، أيْ "بَلدةَ يارو". تخرَّجَ ابنُ حفيدِ أخي أو أخت ماري، روبرت تيرنَر فورد، من جامعة هارفارد في عام 1927م.

## لوحاته الشخصية

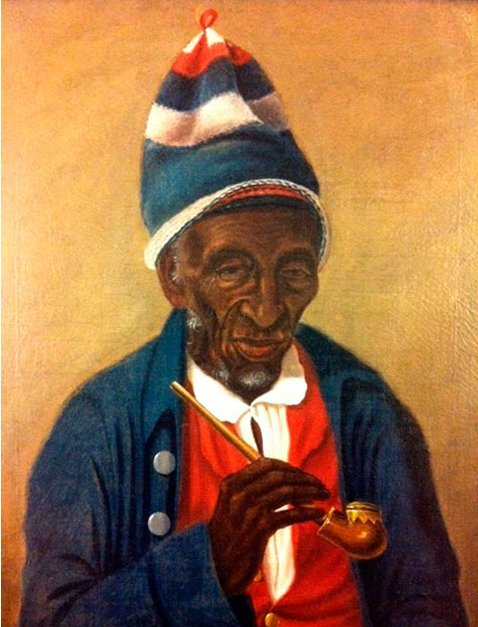
لوحةُ محمودٍ الشخصيةُ التي رسمها جيمز ألكساندر سيمبسون عام 1822م

رُسمتا لوحتانِ شخصيتانِ لمحمود: الأولى رسمها الفنان تشارلز ويلسون بيل عام 1819م، عندما كان عمر محمد ما يقارب 83 عامًا، وقالت الإشاعات آنذاك أن عمره 134. تُعرض لوحة بيل اليوم في متحف فيلادلفيا للفنون. الثانية رسمها الفنان جيمز ألكساندر سيمبسون عام 1822م، وتُحفظ لوحته في مجموعة فنية دائمة تملكها مكتبة مقاطعة كولومبيا العامة.